# Federico Andahazi
Œuvres principales
- La Villa des mystères

Federico Andahazi, né le 6 juin 1963 à Buenos Aires, est un écrivain argentin.

## Œuvre

### Romans
- L'Anatomiste, Robert Laffont, 1998 ((es) El anatomista, 1997)
- La Villa des mystères, Métailié, 2000 ((es) Las piadosas, 1998)Réédition, Gallimard, coll. « Folio SF », 2004
- (es) El príncipe, 2000
- Le Secret des Flamands, NiL, 2005 ((es) El secreto de los flamencos, 2002)
- (es) Errante en la sombra, 2004
- La Cité des hérétiques, Héloïse d'Ormesson, 2007 ((es) La ciudad de los herejes, 2005)
- (es) El conquistador, 2006
- (es) El libro de los placeres prohibidos, 2012
- (es) Los amantes bajo el Danubio, 2015